# Besjtasjeni
Besjtasjeni (Georgisch: ბეშთაშენი; historisch: ბეშქენაშენი, Besjkanasjeni; Grieks: Μπεστασένι) is een dorp in het zuiden van Georgië met 335 inwoners (2014) en ligt in de gemeente Tsalka van de regio Kvemo Kartli. Het dorp is gesitueerd op ongeveer 1540 meter boven zeeniveau in de Tsalka-depressie langs de linkeroever van de lokale beek Tsjilie-Tsjilie naast het Tsalka-reservoir. Besjtasjeni ligt vijf kilometer ten noorden van het gemeentelijk centrum Tsalka en hemelsbreed 60 kilometer ten westen van Tbilisi. Besjtasjeni was in de 19e eeuw de eerste nederzetting in het district Tsalka waar zich Pontische Grieken vestigden.

## Geschiedenis
Het huidige dorp Besjtasjeni vindt zijn oorsprong in voorjaar 1830 toen Pontische Grieken en Oeroems uit het Ottomaanse Rijk door de Russische overheersers werden toegestaan zich hier te vestigen. Zij kwamen voornamelijk uit Argyropolis, Maden en omliggende dorpen, gebieden van het Ottomaanse Rijk die door het Russische leger waren veroverd tijdens de Russisch-Turkse Oorlog van 1828-1829. Met de Vrede van Adrianopel in 1829 zag Rusland af van deze gebieden, wat een migratie van christelijke bewoners zoals Grieken en Armeniërs naar Russisch gecontroleerd gebied in gang zette. 

### Oprichting
Besjtasjeni was in 1830 het eerste Griekse dorp in Russisch gecontroleerd Georgië. Op de plek van Besjtasjeni vonden deze Grieken overblijfselen van drie Georgische orthodoxe kerken, die zij in hergebruik namen. De locatie werd al eerder bewoond en was bekend onder de Georgische naam Besjkanasjeni. Deze nederzetting raakte net als grote delen van Kvemo Kartli ontvolkt door twisten tussen de Ottomanen en Safavidisch Perzië. Al in de prehistorie woonden hier mensen, zo is gebleken uit archeologische vondsten van de Trialeticultuur.
In 1843 was een van de oude Georgische kerken in de nederzetting grotendeels hersteld en werd deze als Grieks orthodoxe Sint Nikolaas kerk ingezegend. In de jaren 30 van de 19e eeuw werden tientallen Griekse dorpen in het gebied gevormd, waaronder het vijf kilometer zuidelijker gelegen Tsalka, dat de naam onder de naam Barmaksizi kreeg (Georgisch: ბარმაქსიზი, afgeleid van het Turkse Barmaksız). Terwijl Tsalka zich tot het centrum van het district ontwikkelde, bleef Besjtasjeni een dorp. 

### Emigratie Grieken
Tegen het einde van de jaren tachtig van de 20e eeuw en vooral na het uiteenvallen van de Sovjet-Unie emigreerde een aanzienlijk deel van de Griekse bevolking van het gebied naar Rusland (voornamelijk naar de Noordelijke Kaukasus) en later naar Griekenland. Het dorp is het centrum van de gelijknamige administratieve gemeenschap (თემი, temi) in de gemeente Tsalka, dat nog twee nabijgelegen dorpen omvat: Achalsjeni en Samadlo.

## Demografie
Van Besjtasjeni zijn weinig oude bevolkingsgegevens bekend. Volgens de volkstelling van 2014 had Besjtasjeni 335 inwoners.
| Aantal                                                 | 1.971 | 373 | 335 |
| Verantwoording data: Volkstellingen 1923, 2002 en 2014 |       |     |     |

### Etniciteit
Terwijl het dorp in 1923 nog voor 100% door Grieken bewoond werd (1.971 inwoners), is het aantal Grieken in 2014 gedaald naar 130, een aandeel van 39% in het dorp dat voor het merendeel bewoond wordt Georgiërs (42%). De derde bevolkingsgroep zijn de Azerbeidzjanen (12,5%). De Griekse oorsprong van het dorp is in tegenstelling tot veel andere dorpen in de gemeente Tsalka nog goed terug te zien in de samenstelling. De twee andere dorpen in de administratieve gemeenschap (temi) zijn sterk Georgisch en kennen nauwelijks een Griekse gemeenschap meer.
| Besjtasjeni    | 138 | 130 | 42 | 25 | 335 |
| Achalsjeni     | 423 | 15  | 1  | -  | 439 |
| Samadlo        | 69  | 4   | 8  | 1  | 82  |
| Totaal in temi | 630 | 149 | 51 | 26 | 856 |